# Mammellone
Un mammellone (cf. italiano: mammella; francese: mamelon) è una formazione rocciosa creata dall'eruzione di magma relativamente denso o rigido attraverso uno stretto camino sito in un letto di roccia. Dato che il magma non è fluido, non scorre via, si congela invece intorno al camino, formando una bassa collina o monte sulla superficie del letto roccioso. Lo scorrimento di magma da successive eruzioni forma altri strati sopra i precedenti, e il risultato di questo impilamento di strati può superare anche i 100 metri sopra il livello della superficie circostante.

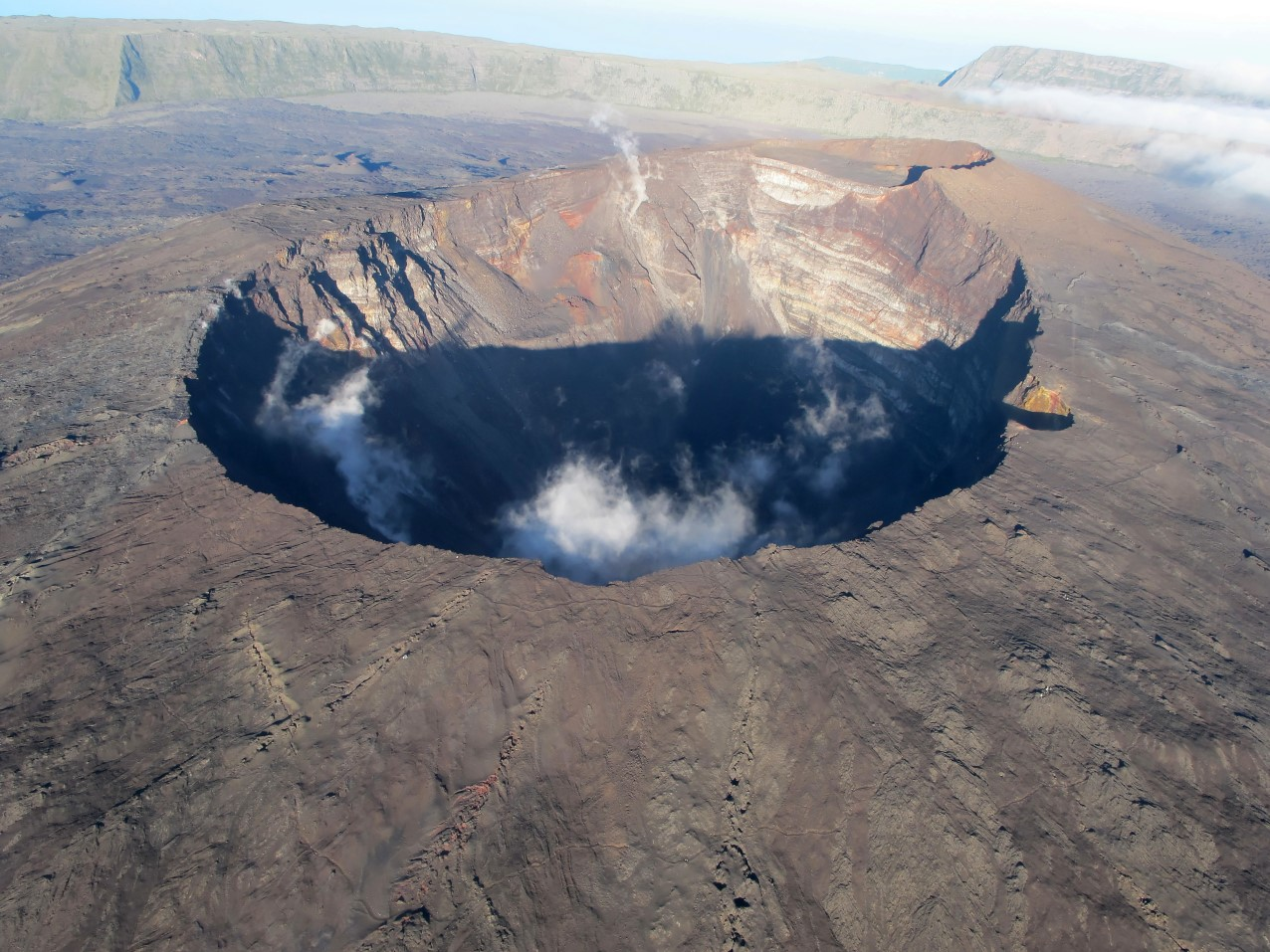
Il cratere Dolomieu del vulcano Piton de la Fournaise

Il termine fu coniato dall'esploratore e naturalista francese Jean Baptiste Bory de Saint-Vincent, per descrivere il picco centrale del Cratere Dolomieu nel vulcano Piton de la Fournaise nelle isole Riunione.
Hanging Rock in Australia è un altro famoso esempio di mammellone.